# Марафон (Флорида)
Марафо́н або Марато́н (англ. Marathon) — місто (англ. city) в США, в окрузі Монро штату Флорида. Населення — 9689 осіб (2020).

## Географія
Марафон розташований за координатами 24°43′57″ пн. ш. 81°1′27″ зх. д. / 24.73250° пн. ш. 81.02417° зх. д. (24.732462, -81.024049).  За даними Бюро перепису населення США в 2010 році місто мало площу 24,02 км², з яких 21,85 км² — суходіл та 2,17 км² — водойми.

### Клімат
Місто знаходиться у зоні, котра характеризується кліматом тропічних саван. Найтепліший місяць — серпень із середньою температурою 29.6 °C (85.3 °F). Найхолодніший місяць — січень, із середньою температурою 20.9 °С (69.6 °F).
| Клімат Марафона         | Клімат Марафона | Клімат Марафона | Клімат Марафона | Клімат Марафона | Клімат Марафона | Клімат Марафона | Клімат Марафона | Клімат Марафона | Клімат Марафона | Клімат Марафона | Клімат Марафона | Клімат Марафона | Клімат Марафона |
| Показник                | Січ.            | Лют.            | Бер.            | Квіт.           | Трав.           | Черв.           | Лип.            | Серп.           | Вер.            | Жовт.           | Лист.           | Груд.           | Рік             |
| Абсолютний максимум, °C | 29              | 30              | 31              | 32              | 35              | 36              | 35              | 36              | 34              | 34              | 31              | 28              | 36              |
| Середній максимум, °C   | 23,9            | 24,9            | 26,3            | 28,3            | 30,3            | 32,4            | 32,7            | 32,9            | 31,9            | 29,7            | 26,9            | 24,8            | 28,8            |
| Середня температура, °C | 20,9            | 22              | 23,3            | 25,2            | 27,4            | 29,3            | 29,4            | 29,6            | 28,8            | 27,1            | 24,3            | 22,1            | 25,8            |
| Середній мінімум, °C    | 17,9            | 19,1            | 20,3            | 22,1            | 24,6            | 26,2            | 26,2            | 26,3            | 25,8            | 24,3            | 21,7            | 19,3            | 22,8            |
| Абсолютний мінімум, °C  | 6               | 6               | 10              | 14              | 17              | 18              | 18              | 19              | 18              | 13              | 9               | 5               | 5               |
| Норма опадів, мм        | 40.6            | 55.9            | 61              | 61              | 86.4            | 142.2           | 109.2           | 177.8           | 195.6           | 121.9           | 71.1            | 50.8            | 1173.5          |
| Днів з дощем            | 5               | 3               | 4               | 5               | 6               | 7               | 6               | 7               | 11              | 9               | 3               | 5               | 76              |
| ----------------------- | --------------- | --------------- | --------------- | --------------- | --------------- | --------------- | --------------- | --------------- | --------------- | --------------- | --------------- | --------------- | --------------- |
| Джерело: Weatherbase    |                 |                 |                 |                 |                 |                 |                 |                 |                 |                 |                 |                 |                 |

## Демографія
Згідно з переписом 2010 року, у місті мешкало 8297 осіб у 3718 домогосподарствах у складі 2216 родин. Густота населення становила 345 осіб/км².  Було 6187 помешкань (258/км²).
Расовий склад населення:
| - 90,5 % — білих - 4,8 % — чорних або афроамериканців - 1,1 % — азіатів - 0,3 % — корінних американців - 1,6 % — осіб інших рас |

До двох чи більше рас належало 1,8 %. Частка іспаномовних становила 26,8 % від усіх жителів.
За віковим діапазоном населення розподілялося таким чином: 16,6 % — особи молодші 18 років, 65,1 % — особи у віці 18—64 років, 18,3 % — особи у віці 65 років та старші. Медіана віку мешканця становила 47,9 року. На 100 осіб жіночої статі у місті припадало 107,8 чоловіків;  на 100 жінок у віці від 18 років та старших — 108,6 чоловіків також старших 18 років.
Середній дохід на одне домашнє господарство  становив 74 592 долари США (медіана — 47 860), а середній дохід на одну сім'ю — 90 984 долари (медіана — 54 792). Медіана доходів становила 30 229 доларів для чоловіків та 31 237 доларів для жінок. За межею бідності перебувало 22,8 % осіб, у тому числі 43,1 % дітей у віці до 18 років та 16,6 % осіб у віці 65 років та старших.
Цивільне працевлаштоване населення становило 3952 особи. Основні галузі зайнятості: мистецтво, розваги та відпочинок — 20,4 %, роздрібна торгівля — 17,4 %, науковці, спеціалісти, менеджери — 12,4 %, освіта, охорона здоров'я та соціальна допомога — 10,5 %.